# Mariya Takeuchi
Mariya Takeuchi (japoneză 竹内 まりや, n. 20 martie 1955, Izumo, Japonia) este o cântăreață și compozitoare japoneză din Taisha, Shimane (astăzi parte a orașului Izumo), muzica sa încadrându-se în genul J-pop. Producția muzicală din perioada anilor 1970 - 1980 este asociată cu subgenul city pop, care a fost foarte popular în Japonia. Cel mai popular cântec este Plastic Love, iar acesta a devenit cunoscut în special în ultimii ani datorită YouTube-ului.